# E-mail

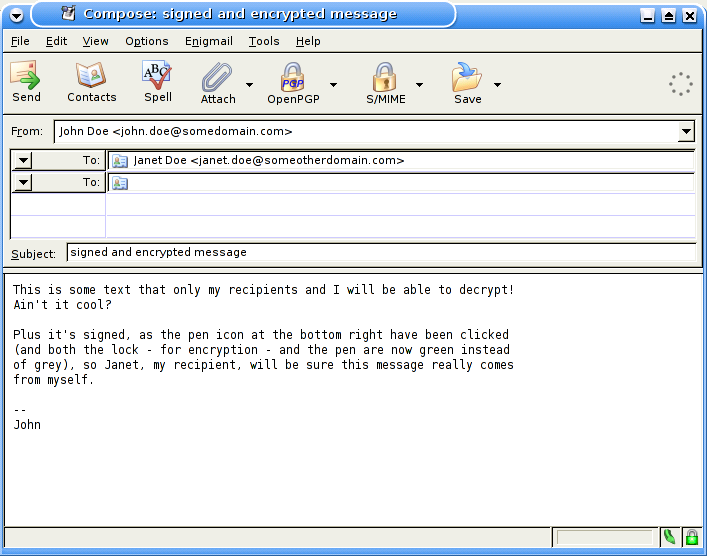
E-mail

Semnul „a rond”, parte a fiecărei adrese de poștă electronică.

E-mail (citit ca în engleză [ pron. i-meil ] sau și [ pron. i-meil ]) este transmiterea sau primirea de mesaje, de obicei prin Internet. Tot „mailuri” („corespondențe”, „mesaje”) se numesc și mesajele individuale trimise prin aceste sisteme. Cuvântul provine din engleză de la electronic mail, adică poștă electronică. Uneori, pentru e-mail se mai întrebuințează și denumirea simplă mail. 
Primul e-mail a fost trimis în 1971, de către programatorul Roy Tomlinson de la un computer Digital Equipment Corporation DEC-10 la un alt alt DEC-10.
O adresă de e-mail are forma: [utilizator]@[domeniu], unde [domeniul] este domeniul site-ului ce oferă serviciul de e-mail. Un exemplu: ionpopescu123@yahoo.com. Semnul tipografic @ se citește, în română, „a rond” (engl.: at) și înseamnă „la”.
Standardul pentru e-mail este definit în RFC 5322, care stabilește, printre altele, că e-mailurile sunt compuse din două părți: 
- antetul (header), care include informații precum destinatar, subiect, etc.
- corpul (body), textul mesajului propriu-zis.

Antetul conține cel puțin patru câmpuri:
- expeditor (From) – adresa de e-...

mail a expeditorului mesajului,
- destinatar (To) – adresa de e-mail a destinatarului (sau adresele destinatarilor, dacă sunt mai mulți),
- subiectul (Subject) – un rezumat al mesajului,
- data (Date) – data și ora locală a trimiterii mesajului.

Alte câmpuri des folosite sunt:
- Cc – copie la indigo (de la "Carbon Copy") – o copie a mesajului ajunge și la adresa sau adresele de e-mail din acest câmp,
- Bcc – copie la indigo oarbă (de la "Blind Carbon Copy") – la fel ca și Cc, doar că niciun destinatar nu va afla la cine se mai trimit duplicate ale mesajului, în afară de el însuși.

## Utilizare
În anul 2020, cei mai populari furnizori de servicii e-mail sunt:
- Google (Gmail), domeniul @gmail.com
- NetEase, domeniul @netease.com
- Microsoft (Outlook), domeniul @outlook.com

## Legături externe
Materiale media legate de e-mail la Wikimedia Commons
- RFC 5322